# ويليام لونغ
ويليام لونغ (بالإنجليزية: William Long)‏ هو سياسي أسترالي، ولد في 18 يونيو 1885 بنيوكاسل في أستراليا، وتوفي في 3 مارس 1957. حزبياً، نشط في حزب العمال الأسترالي. وقد انتخب عضو مجلس النواب الأسترالي عن دائرة لانغ ‏ (17 نوفمبر 1928 – 19 ديسمبر 1931).